# 科紐舍韋
49°59′3″N 33°22′14″E / 49.98417°N 33.37056°E
科紐舍韋（烏克蘭語：Конюшеве），是烏克蘭的村落，位於該國中部波爾塔瓦州，由米爾哥羅德區負責管轄，距離沙爾基夫希納1.5公里，海拔高度148米，2001年人口29。